# Akzeptanz- und Commitmenttherapie
Die Akzeptanz- und Commitmenttherapie (kurz ACT, gesprochen auch wie das englische Wort act = handeln) ist eine neuere Form der Psychotherapie, bei der klassische verhaltenstherapeutische Techniken mit achtsamkeits- und akzeptanzbasierten Strategien und mit Interventionen zur Werteklärung kombiniert werden und die statt auf Emotionsunterdrückung auf Emotionsakzeptanz in Form einer positiven Neubewertung negativer Emotionen abzielt. Der therapeutische Ansatz wurde maßgeblich von dem US-amerikanischen Psychologen Steven C. Hayes entwickelt und beruht auf dessen Bezugsrahmentheorie (Relational Frame Theory), einem kontextualistischen Erklärungsmodell für sprachlich-gedankliche Prozesse, welches eine Weiterentwicklung verhaltensanalytischer Erklärungsansätze skinnerscher Prägung darstellt.

## Grundlagen
Bei der ACT wird angenommen, dass folgende psychische Vorgänge zur Entstehung psychischer Störungen beitragen: fehlende Trennung zwischen der Sprache bzw. dem Denken einerseits und der Realität andererseits („kognitive Fusion“), Erlebnisvermeidung, Einengung der Gedanken (mit Grübeln und Überbewertung gedanklicher Prozesse), Fehlen von Werten und wertgeschätzter Handlungen und ein Mangel an Commitment zu sich selbst (innere Selbstverpflichtung). Bei den Problemen, die den Patienten belasten, wird zwischen „sauberem“ und „schmutzigem Leid“ unterschieden. „Sauberes Leid“ ist jenes mit der menschlichen Existenz unvermeidbar in Verbindung stehendes Leid, welches als Teil eines werteorientierten Lebens verstanden wird und sich als unangenehme innere Erlebnisse in Form von schwierigen Gedanken, Gefühlen, Impulsen etc. zeigt. „Schmutziges Leid“ entsteht durch den Versuch, mit Hilfe verschiedener Strategien (Rückzug, Flucht, Betäubung, Argumentieren, übertriebenes Sicherheitsverhalten, spannungsreduzierende Rituale etc.) jene unangenehmen innere Erlebnisse zu vermeiden („experiential avoidance“). Die angewandten Strategien haben nicht nur den Nachteil, dass sie nicht oder nur zeitlich begrenzt funktionieren, sondern auch mit erheblichen negativen Konsequenzen für die Lebensführung des Patienten verbunden sind.
Zu den therapeutischen Zielen dieser Therapieform zählen Akzeptanz, Achtsamkeit, eine kognitive Defusion (d. h. Auflösung der Fusion zwischen dem Ich und negativen Emotionen), die Wahrnehmung des Selbst als eigene transzendentale Qualität, sowie eine Ausrichtung des eigenen Handelns auf selbstgewählte Werte. Die Therapie besteht hauptsächlich darin, den Patienten darin zu unterstützen, seine dysfunktionalen Kontrollversuche abzubauen, indem er seine Bereitschaft erhöht, auch unangenehme Empfindungen zu erleben „als das, was sie sind, nicht als das, was sie zu sein vorgeben“, wie es ACT-Therapeuten oft ausdrücken. Hierzu kommen unterschiedliche Techniken zum Einsatz, die zum Teil buddhistischen Meditationspraktiken und dem Methodenrepertoire anderer therapeutischer Schulen (z. B. der Gestalttherapie) entliehen sind. Einen großen Raum nimmt in einer Therapie nach dem ACT-Modell die Klärung von Werten und Lebenszielen ein, aus denen dann konkrete Handlungsabsichten (commitments) abgeleitet werden. Wesentliches Augenmerk der ACT liegt darauf, den Patienten zu einem wertorientierten Leben zu ermutigen. In der ACT werden Techniken der Verhaltenstherapie, der Hypnotherapie und der Meditation eingesetzt.
Wie auch bei anderen Ansätzen der kognitiven Verhaltenstherapie wird an dysfunktionalen Gedanken gearbeitet. Allerdings wird nicht versucht, den Inhalt der Gedanken zu verändern (etwa „negative“ durch „positive“ oder „irrationale“ durch „rationale“ Gedanken zu ersetzen). Solche Versuche führen, wie auch aus der Relational Frame Theory abzuleiten ist, oftmals nur zu einer Stärkung der zugrundeliegenden „Bezugsrahmen“ – mit dem Effekt, dass die entsprechenden Gedanken an Intensität und Frequenz noch zunehmen. Vielmehr wird versucht, die Funktion der kognitiven Reaktionen zu modifizieren, indem der Patient Techniken erlernt, die ihn in die Lage versetzen, seine eigenen Gedanken gleichmütig („achtsam“) zu betrachten, ohne mit ihnen zu „verschmelzen“, d. h., ohne zwangsläufig sein Verhalten an ihnen auszurichten.

## Aufnahme
Die Grundideen von ACT und die Vorgehensweisen sind vor allem in den USA, Australien und in einigen Ländern Westeuropas (z. B. den Niederlanden, Spanien, der Schweiz und den skandinavischen Ländern) auf großes Interesse gestoßen. Es wurden zahlreiche Bücher publiziert, sowohl solche, die sich an Experten richten, als auch Bücher für Menschen mit bestimmten psychischen Problemen wie z. B. Essstörungen, posttraumatischem Stress, chronischen Schmerzen oder Burn-out.

## Anwendung und Evidenz
ACT wird bei einer Reihe von Störungen und Problemen angewendet und ist bereits mehrfach hinsichtlich seiner Wirksamkeit untersucht worden. So liegen beispielsweise Studien vor zur Behandlung von Personen mit psychotischen Symptomen, mit sozialen Ängsten, Depressions- und Angstsymptomen, Borderline-Persönlichkeitsstörung oder Diabetes. Die bisher vorliegenden Befunde legen nahe, dass ACT möglicherweise mindestens ebenso effektiv ist wie andere empirisch untersuchte etablierte Therapieansätze, etwa die kognitive Therapie nach Beck.
Neuere Untersuchungen zeigen, dass ACT bei Angststörungen effektiver in der Beseitigung der Angstsymptomatik ist und zu einem besseren Outcome führt, als kognitive Verhaltenstherapie.